# Louis-François-Auguste de Rohan Chabot
Louis-François-Auguste de Rohan Chabot (ur. 29 lutego 1788 w Paryżu, zm. 8 lutego 1833 w Besançon) – francuski kardynał.

## Życiorys
Urodził się 29 lutego 1788 roku w Paryżu, jako syn Alexandre’a Louisa Auguste’a de Rohan-Chabota i Anne Elisabeth de Montmorency. 2 maja 1808 roku poślubił Marie Georgine Armandine de Sérent, a następnie został szambelanem Napoleona Bonapartego. Po siedmiu latach małżeństwa nagle owdowiał i w 1819 roku wstąpił do seminarium duchownego w Paryżu. 1 czerwca 1822 roku przyjął święcenia kapłańskie. 23 czerwca 1828 roku został wybrany arcybiskupem Auch, a 18 stycznia następnego roku przyjął sakrę. Jeszcze przed jej przyjęciem, 15 grudnia 1828 roku został przeniesiony do archidiecezji Besançon. 5 lipca 1830 roku został kreowany kardynałem prezbiterem i otrzymał kościół tytularny Santissima Trinità al Monte Pincio. Zmarł 8 lutego 1833 roku w Besançon.